# Regió de la Mediterrània (estadística)
La regió de la Mediterrània (TR6) és una de les 12 regions estadístiques de Turquia.

## Subregions i províncies
- Subregió d'Antalya (TR61)
  - Província d'Antalya (TR611)
  - Província d'Isparta (TR612)
  - Província de Burdur (TR613)
- Subregió d'Adana (TR62)
  - Província d'Adana (TR621)
  - Província de Mersin (TR622)
- Subregió de Hatay (TR63)
  - Província de Hatay (TR631)
  - Província de Kahramanmaraş (TR632)
  - Província d'Osmaniye (TR633)